# Synecdoche rubella
Synecdoche rubella är en insektsart som först beskrevs av Van Duzee 1910.  Synecdoche rubella ingår i släktet Synecdoche och familjen vedstritar. Inga underarter finns listade i Catalogue of Life.